# Avast Secure Browser
Avast Secure Browser (anteriormente Avast! SafeZone) é um navegador web da Avast Software que é incluído para instalação opcional no instalador do antivírus de Avast desde 2016, mas também está disponível em seu site. O navegador é baseado no projeto Chromium de código aberto e está disponível para Microsoft Windows, macOS, iOS e Android.

## História
Inicialmente, o navegador da Avast, que era chamado Avast! SafeZone, só estava disponível na versão paga do Avast Antivirus. Em 2016, Tavis Ormandy, que trabalhava no Projeto Zero do Google, identificou várias vulnerabilidades de segurança que poderiam permitir que hackers inserissem código JavaScript malicioso nos navegadores dos usuários do Avast SafeZone Browser, e que sites acessassem informações pessoais dos usuários que tinham o navegador instalado. O Avast rapidamente implantou uma correção temporária e reparou a vulnerabilidade alguns dias depois.
Em março de 2016, o Avast SafeZone começou a ser incluído também na versão gratuita de forma automática. Posteriormente, o navegador foi reformulado e renomeado para Avast Secure Browser no início de 2018.

## Características
- Segurança antimalware: o navegador atua em integração com o Avast Antivirus e o Avast Secure Line VPN, conta com sistema anti-phishing, e bloqueia automaticamente sites e downloads maliciosos.
- Proteção para navegação segura de transações em linha: o Avast Secure Browser possui o Modo Banco, que cria uma área virtual limpa para que se possa acessar sites bancários sem deixar rastros.
- Bloqueador de anúncios.
- Gerenciador de senhas.
- Proteção de privacidade: além do modo anônimo, também estão incluídos sistemas anti-rastreamento, anti-reconhecimento, proteção de extensões, proteção de webcam e Hack Check, que verifica se o email do usuário foi vazado.
- Marcador de reputação de um lugar site com filtros de bloqueio para lugares de baixa reputação.[6]